# آشوت موسایان
آشوت موُسسی موسایان (ارمنی: Աշոտ Մովսեսի Մուսայան؛  زادهٔ ۱۴ ژوئن ۱۹۵۱) سیاستمدار اهل ارمنستان است.

## زندگی‌نامه
وی در ۱۴ ژوئن ۱۹۵۱ ‏در واغارشاپات به دنیا آمد و از دانشکده حقوق دانشگاه دولتی ایروان (۸۳–۱۹۷۸) فارغ‌التحصیل گشت. همچنین برندهٔ جوایزی همچون نشان آنانیا شیراکاتسی (۲۰۱۱) و مدال یادبود نخست‌وزیر ارمنستان (۲۰۰۷) شده است.

## یادداشت
1. ↑  ՀՀ անշարժ գույքի պետական միասնական կադաստրի վարչության անշարժ գույքի գրանցման բաժնի պետ